# Mona Sulaiman
Mona Coco Sulaiman (Cotabato, 9 juni 1942 – Quezon City, 21 december 2017) was een Filipijns atlete. Zij manifesteerde zich vooral op de sprintnummers, maar kon daarnaast ook op andere atletiekonderdelen goed uit de voeten. Sulaiman was veelvoudig nationaal kampioene en won drie maal goud op de Aziatische Spelen van 1962 in Jakarta.

## Biografie
Mona Sulaiman werd geboren in een klein dorpje in de provincie Cotabato. Ze was de oudste in een gezin van vijf kinderen. Haar atletiektalenten werden opgemerkt tijdens een schoolcompetitie in 1957. Ze mocht vervolgens meedoen aan regionale competities en maakte in 1958 indruk op de landelijke schoolcompetitie in Lingayen. Daarna ging het snel met Sulaiman. Ze nam op achttienjarige leeftijd deel aan de 100 en 200 m sprint tijdens de Olympische Spelen van 1960. Een jaar later verbeterde ze tijdens een atletiekevenement in Rizal Memorial Stadium de Filipijnse nationale records op de 100 en 200 m. In 1962 was ze in Jakarta de eerste Filipijnse die drie gouden medailles won op de Aziatische Spelen, met haar winst op de 100 en 200 m en de 4 x 100 m estafette. Ook won ze tijdens deze Spelen nog de bronzen medaille op het onderdeel kogelstoten.
In 1963 was ze de eerste Filipijnse kampioene vijfkamp. Het jaar erop nam ze voor de tweede maal deel aan de Olympische Spelen. Bij de Spelen van 1964 strandde ze in de 1e ronde van zowel de 100 en 200 m sprint. In 1965 verbeterde ze het nationale record kogelstoten tot 13,60 m. Ook kwalificeerde ze zich bij nationale kwalificatiewedstrijden voor de Aziatische Spelen van 1966. Omdat ze na twijfels over haar geslacht weigerde een test te ondergaan, werd ze uitgesloten van deelname aan het evenement. De controverse die daarop ontstond, deed haar uiteindelijk besluiten om te stoppen met atletiek.
In totaal was Sulaiman zesvoudig nationaal kampioen op zowel de 100 als 200 m sprint. Naast haar sprinttitels en de eenmalige kogelstoottitel, werd ze ook eenmaal Filipijns kampioene discuswerpen. Haar nationale records op de 100 en 200 m sprint hielden stand tot ze begin jaren zeventig werden gebroken door Amelita Alanes. Haar record kogelstoten werd in 1970 gebroken door Josephine de la Vina.
Mona Sulaiman overleed in 2017 op 75-jarige leeftijd.

## Titels
- Aziatische Spelen kampioene 100 m - 1962
- Aziatische Spelen kampioene 200 m - 1962
- Aziatische Spelen kampioene 4 x 100 m - 1962
- Filipijns kampioene 100 m - 6x
- Filipijns kampioene 200 m - 6x
- Filipijns kampioene kogelstoten - 1x
- Filipijns kampioene discuswerpen - 1x
- Filipijns kampioene vijfkamp - 1963

## Persoonlijke records
| Onderdeel   | Prestatie       | Datum            | Plaats  |
| ----------- | --------------- | ---------------- | ------- |
| 100 m       | 11,8 s          | 20 augustus 1961 | Cavite  |
| 200 m       | 24,4 s          | 28 augustus 1962 | Jakarta |
| kogelstoten | 13,60 m (ex-NR) | 1965             |         |

## Palmares

### 100 m
- 1960: 6e in ¼ fin. OS - 12,54 s (in serie 12,40 s)
- 1962:  Aziatische Spelen - 11,93 s
- 1964: 7e in serie OS - 12,01 s (RW)

### 200 m
- 1960: 4e in serie OS - 25,98 s
- 1962:  Aziatische Spelen - 24,63 s
- 1964: 4e in serie OS - 25,4 s (RW)

### kogelstoten
- 1962:  Aziatische Spelen - 11,97 m

### 4 x 100 m
- 1962:  Aziatische Spelen - 48,67 s
- 1964: 7e in series OS - 48,8 s